# Sidney Crosby
Sidney Patrick Crosby (Cole Harbour, Nueva Escocia, Canadá, 7 de agosto de 1987) es un jugador canadiense profesional de hockey sobre hielo. Es el capitán de Pittsburgh Penguins, donde juega en la posición de atacante central.

## Biografía
Sidney Crosby empezó a patinar a los tres años de edad, y comenzó a jugar a hockey a través de varios equipos infantiles. Con catorce años lideró con 106 goles y 111 asistencias a su equipo, los Dartmouth Subways, al subcampeonato de la Air Canada Cup. Sus diversas actuaciones le hicieron ingresar en el colegio Shattuck-Saint Mary's de Minnesota, con quien ganó el campeonato nacional de institutos en 2002-03.
En el año 2003-04 es seleccionado en el draft de la Ligue de hockey junior majeur du Québec por los Rimouski Océanic. En su año de debut logró ser premiado como MVP del año, debido a su récord de 54 goles y 81 asistencias en 59 partidos. Crosby llegó a permitirse rechazar ofertas de otros equipos porque no se veía preparado para dar el salto a categorías profesionales. Continuó un año más en Rimouski, mejorando su marca personal con 66 goles y 102 asistencias en esa temporada. 
Crosby fue seleccionado como primera elección de draft por los Pittsburgh Penguins. Su primer partido, con el jersey #87, lo disputó el 5 de octubre de 2005 frente a New Jersey Devils, y consiguió realizar una asistencia. Mario Lemieux fue el capitán del equipo hasta su retirada en 2006, y la dirección de los Penguins decidió otorgar a Crosby el cargo de segundo capitán. A pesar de que el movimiento fue criticado, Crosby respondió con un récord de asistencias (63) y puntos totales (102) en su año de debut, que hasta entonces ostentaba Lemieux. Aun así no ganó el Calder Memorial Trophy, ya que coincidía con el debut de otra estrella: Alexander Ovechkin.
En 2006 cuajó una temporada con 36 goles y un récord de 84 asistencias que le valió ganar el Art Ross Trophy. Un año después los Penguins le ofrecieron la capitanía del club, y consiguió tres premios seguidos: el Art Ross, Hart Memorial Trophy y el Trofeo Lester B. Pearson siendo votado por sus propios compañeros. Gracias a eso, Crosby renovó su contrato con la franquicia por valor de 43.5 millones de dólares durante cinco años. Tras pasar un tramo de la temporada 2008 bajo una lesión, volvió a superar en 2009 la barrera de los 100 puntos. Ese mismo año gana con su equipo la Stanley Cup.
En los Juegos Olímpicos de Vancouver 2010, Crosby anotó el gol con el que Canadá ganó la medalla de oro.
Al ganar el Campeonato Mundial de Hockey sobre Hielo Masculino de 2015 se convirtió en el miembro número 26 del Club del Triple Oro (medalla de oro en Juegos Olímpicos, medalla de oro en Campeonato Mundial y la Copa Stanley), siendo el primer miembro del club en ser capitán de los tres equipos campeones y el primer miembro en ser seleccionado en la primera posición en el draft de la NHL.

## Trayectoria y estadísticas
| 2001–02      | Dartmouth Subways   | Midget AAA   | 74    | 95  | 98    | 193   | 114 | 7   | 11 | 13  | 24  | 0  |
| 2002–03      | Shattuck St. Mary's | USHS         | 57    | 72  | 90    | 162   | 104 | –   | –  | –   | –   | –  |
| 2003–04      | Rimouski Océanic    | LHJMQ        | 59    | 54  | 81    | 135   | 74  | 9   | 7  | 9   | 16  | 10 |
| 2004–05      | Rimouski Océanic    | LHJMQ        | 62    | 66  | 102   | 168   | 84  | 13  | 14 | 17  | 31  | 16 |
| 2005–06      | Pittsburgh Penguins | NHL          | 81    | 39  | 63    | 102   | 110 | –   | –  | –   | –   | –  |
| 2006–07      | Pittsburgh Penguins | NHL          | 79    | 36  | 84    | 120   | 60  | 5   | 3  | 2   | 5   | 4  |
| 2007–08      | Pittsburgh Penguins | NHL          | 53    | 24  | 48    | 72    | 39  | 20  | 6  | 21  | 27  | 12 |
| 2008–09      | Pittsburgh Penguins | NHL          | 77    | 33  | 70    | 103   | 76  | 24  | 15 | 16  | 31  | 14 |
| 2009–10      | Pittsburgh Penguins | NHL          | 81    | 51  | 58    | 109   | 69  | 13  | 6  | 13  | 19  | 6  |
| 2010–11      | Pittsburgh Penguins | NHL          | 41    | 32  | 34    | 66    | 31  | —   | —  | —   | —   | —  |
| 2011–12      | Pittsburgh Penguins | NHL          | 22    | 8   | 29    | 37    | 14  | 6   | 3  | 5   | 8   | 9  |
| 2012–13      | Pittsburgh Penguins | NHL          | 36    | 15  | 41    | 56    | 16  | 14  | 7  | 8   | 15  | 8  |
| 2013–14      | Pittsburgh Penguins | NHL          | 80    | 36  | 68    | 104   | 46  | 13  | 1  | 8   | 9   | 4  |
| 2014–15      | Pittsburgh Penguins | NHL          | 77    | 28  | 56    | 84    | 47  | 5   | 2  | 2   | 4   | 0  |
| 2015–16      | Pittsburgh Penguins | NHL          | 80    | 36  | 49    | 85    | 42  | 24  | 6  | 13  | 19  | 4  |
| 2016–17      | Pittsburgh Penguins | NHL          | 75    | 44  | 45    | 89    | 24  | 24  | 8  | 19  | 27  | 10 |
| 2017–18      | Pittsburgh Penguins | NHL          | 82    | 29  | 60    | 89    | 46  | 12  | 9  | 12  | 21  | 6  |
| 2018–19      | Pittsburgh Penguins | NHL          | 79    | 35  | 65    | 100   | 36  | 4   | 0  | 1   | 1   | 2  |
| 2019–20      | Pittsburgh Penguins | NHL          | 41    | 16  | 31    | 47    | 15  | 4   | 2  | 1   | 3   | 0  |
| 2020–21      | Pittsburgh Penguins | NHL          | 55    | 24  | 38    | 62    | 26  | 6   | 1  | 1   | 2   | 2  |
| 2021–22      | Pittsburgh Penguins | NHL          | 69    | 31  | 53    | 84    | 32  | 6   | 2  | 8   | 10  | 2  |
| 2022–23      | Pittsburgh Penguins | NHL          | 82    | 33  | 60    | 93    | 52  | —   | —  | —   | —   | —  |
| 2023–24      | Pittsburgh Penguins | NHL          | 82    | 42  | 52    | 94    | 40  | —   | —  | —   | —   | —  |
| 2024–25      | Pittsburgh Penguins | NHL          | 80    | 33  | 58    | 91    | 31  | —   | —  | —   | —   | —  |
| Total en NHL | Total en NHL        | Total en NHL | 1,352 | 625 | 1,062 | 1,687 | 854 | 180 | 71 | 130 | 201 | 83 |

 Fecha de actualización: 17 de abril de 2025 

Negrita indica líder en la liga

## Palmarés

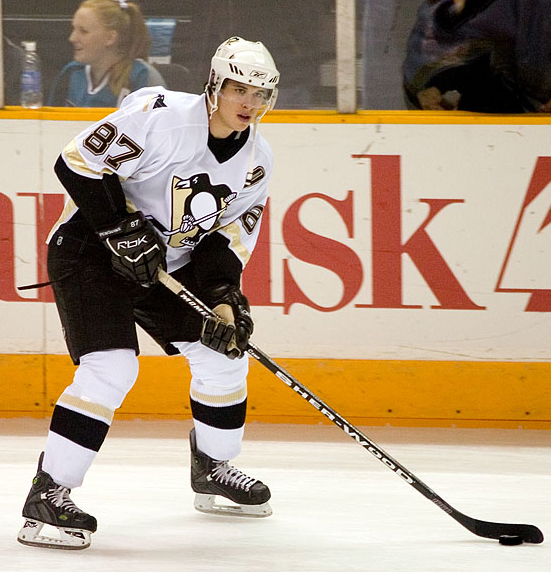
Sidney Crosby, con los Pittsburgh Penguins.

### Equipos
- Stanley Cup: 3 (2009, 2016, 2017)
- Medalla de oro en los Juegos Olímpicos: 2 (Vancouver 2010 y Sochi 2014)
- Campeonato del mundo de hockey hielo (República Checa 2015).
- Copa Mundial de Hockey sobre Hielo (Toronto 2016).
- Campeonato del 4 Nations Face-Off: (2025)
- Campeonato del mundo juvenil: Oro (2005) y plata (2004)

### Individual
- Copa Stanley: 2009, 2016, 2017
- Equipo de Novatos NHL: 2006
- Juego de Estrellas NHL: 2007, 2008, 2009, 2011, 2015, 2017, 2018, 2019, 2023, 2024
- Art Ross Trophy: 2007, 2014
- Hart Memorial Trophy: 2007, 2014
- Ted Lindsay Award: 2007, 2013, 2014
- Trofeo Mark Messier: 2007, 2010
- Primer Equipo NHL: 2007, 2013, 2014, 2016
- Segundo Equipo NHL: 2010, 2015, 2017, 2019
- Primer Equipo de la Década de los 2010s: 2020
- Segundo Equipo de la Década de los 2000s: 2009
- Maurice "Rocket" Richard Trophy: 2010, 2017
- Conn Smythe Trophy: 2016, 2017
- Ganador Competencia SuperSkills NHL: 2017
- MVP Juego de Estrellas NHL: 2019
- Jugador Más Completo NHL: 2020, 2021, 2022, 2023, 2024, 2025